# Axel Klinckowström

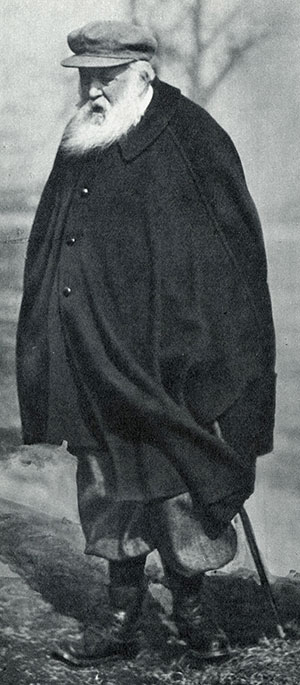
Axel Klinckowström 1933

Axel Alexander Camille Rudolf Emanuel Klinckowström, född 24 december 1867 på ryska legationen i Darmstadt, Hessen, död 12 maj 1936 på Stafsund, Ekerö, var en svensk friherre, vetenskapsman, forskningsresande och författare.

## Biografi
Axel Klinckowström var son till Rudolf Klinckowström och Marie Klinckowström. Han blev 1895 filosofie doktor i Würzburg och tjänstgjorde 1895–1904 som docent i zoologi vid Stockholms högskola. Han var även bakteriolog.  Klinckowström gjorde forskningsresor bland annat till Spetsbergen (1890) och Surinam (1891).
Som populärförfattare blev Klinckowström känd som "Klinckan" och "Den vittre baronen". För sitt verk Olof Trätälja fick han 1907 Svenska Akademiens stora guldmedalj.
Klinckowström hade en mångsidig begåvning, medlem i Travellers Club samt engagerad i både Svenska Kennelklubben och Svenska Taxklubben. Han tillskrivs citatet "Kommer kallad men ej strax, ty född till slav är ingen tax" från tiden för sitt hedersmedlemskap i Taxklubben 1908. 
Axel Klinckowström är begravd på Ekerö kyrkogård. Han var gift med Thyra Gyldén, född 1874 på Observatoriet i Stockholm, död 1960 på Stafsund, och far till Harald Klinckowström, Linde Klinckowström-von Rosen och Thora Dardel.

### Skönlitteratur
- Sägner och sånger. Stockholm: Bonnier. 1893. Libris 22149721. http://hdl.handle.net/2077/54759
- Svipdag Egilssons saga. Stockholm: Bonnier. 1894. Libris 21964137. http://hdl.handle.net/2077/54484 - Med inledning av Viktor Rydberg.
- Fornsånger. Stockholm: Bonnier. 1895. Libris 22516198. http://hdl.handle.net/2077/56022
- Hvita pulvret. Stockholm. 1897. Libris 10065210
- Korvettkaptenen eller Pansarkryssaren Proletären. Framtidshägring af en klassmedveten. Stockholm. 1897
- Frödis: dramatisk dikt i 2 akter och prolog. Stockholm: Bonnier. 1898. Libris 1663181
- Jägarlåtar. Stockholm: Bonnier. 1898. Libris 4f35xfbq2bm0djf7. http://hdl.handle.net/2077/59811
- Waldemarsskatten: romantisk opera i fyra akter. Chelius operatexter ; 3. Stockholm: Chelius. 1898. Libris 1663183 - Musiken av Andreas Hallén.
- Skaldehug. Stockholm. 1899. Libris 10065212
- Örnsjötjuren: en jägardikt. Stockholm: Bonnier. 1906. Libris 1614847
- Olof Trätälja: sorgespel i fem akter och prolog. Stockholm: Norstedt. 1908. Libris 1614846. https://runeberg.org/katratalj/
- Till vännerna i Idun på femtioårsdagen.. Stockholm: Norstedts. 1912. Libris 1635576
- Stafsunds-nisse: illustreradt veckoblad för skämt, humor och satir. Fredagen den 24 maj 1918. Stockholm. 1918. Libris 2744739
- Den hemlighetsfulla fotbollen: äventyrsroman. Stockholm: Åhlén & Åkerlund. 1920. Libris 8222868
- Högvälborne herr grefve Kuno Kater von Karterfelds äfventyr berättade af honom själf: Efter högv. herr grefvens hemliga dagboksanteckningar fritt bearbetade av Taxbaron. Stockholm: å K. boktr. 1920. Libris 1654345
- Damen med djävulshuvudena: äventyrsroman. Stockholm: Åhlén & Akerlund. 1921. Libris 1485991
- Giftskatten: äventyrsroman. Stockholm: Åhlén & Åkerlund. 1921. Libris 1485994
- Dollarfurstinnans jakt: äventyrsroman. Stockholm: Åhlén & Åkerlund. 1922. Libris 1485992
- Filmstjärnans arv: äventyrsroman. Stockholm: Åhlén & Åkerlund. 1922. Libris 1485993
- Guldsaxen: äventyrsroman. Stockholm: Åhlén & Åkerlund. 1926. Libris 1333150
- Fru Agdas äktenskap: historien om ett undantagsförhållande. Stockholm: Åhlén & Åkerlund. 1927. Libris 1333149
- Johan Räfloos skattkammare: äventyrsberättelse. Stockholm: Åhlén & Åkerlund. 1927. Libris 1333151
- De nio fakirernas harem: äventyrsroman. Stockholm: Åhlén & Åkerlund. 1928. Libris 1333148
- Pistolskottet: detektivroman. Stockholm: Åhlén & Åkerlund. 1928. Libris 2623658 - Tillsammans med S. A. Duse.
- Braminens hämnd: äventyrsroman. Stockholm: Åhlén & Åkerlund. 1929. Libris 1333147
- Skräck över Norden. Stockholm: Bonnier. 1935. Libris 1346991
- Spritseglaren på Östersjön. Stockholm: Bonnier. 1935. Libris 1346992
- Sagor om förvandlingens lag: från djur till människa. Stockholm. 1936-1937. Libris 2744732 - 4 delar.
  -  Sagor om förvandlingens lag. Från Ming, lungfisken, till Brand, som hämtade elden. Enskede: Wela. 2007. Libris 10295979. ISBN 978-91-976413-0-2 - Nyutgåva illustrerad av Irmelin Sandman Lilius ; moderniserad av Cecilia Wennerström.

### Varia
- Tre månaders dag: minnen från svenska Spetsbergs-expeditionen 1890 : Med 5 portr. och 14 illustr.. Stockholm: Bonnier. 1891. Libris 1623888
- Den s.k. "Nordiska spetsens" framtid särskildt med hänsyn till hans spridning i mellersta Sveriges marker: föredrag hållet vid Sv. Kennelklubbens decembersammanträde 1897. Stockholm. 1898. Libris 2744733
- Taxen som brukshund.. Svenska kennelklubbens Bibliotek ; 1. Stockholm: Nordin & Josephson. 1903. Libris 1726069
- En sommar i Frostviksfjällen.. Uppsala. 1909. Libris 2744734
- Bland vulkaner och fågelberg: reseminnen från Island och Färöarna. Stockholm. 1911. Libris 8199547 - 2 delar.
- Med tyskar och engelsmän till Jan-Mayen: dagboksanteckningar från en misslyckad polarexpedition. Stockholm: Norstedt. 1914. Libris 1465879
- Katalog öfver Laurin-arkivets samlingar af dokument, familjeporträtt, reliker m. m.. Stockholm. 1918. Libris 1654346
- Djurbilden i konsten. Stockholm: Åhlén & Åkerlund. 1919. Libris 1654344
- Klinckans minnen: skildringar och erinringar från mitt forskar- och färdeliv i när och fjärran. Stockholm. 1933-1934. Libris 884969 - 2 delar.
- Leda och svanen: en ikonografisk studie. Stockholm: G. Tisells tekn. förl. 1924. Libris 1485995
- På femtioårsdagen: en minnesskrift utarb. för Föreningen 1883 års män. Stockholm: Hasse W. Tullberg. 1933. Libris 1346990
- Klinckan berättar om böcker och vänner. Stockholm: Bonnier. 1934-1935. Libris 86457 - 2 delar.
- Memoarer.. Pennan, 99-1764466-0 ; 3. Stockholm: tr. a.-b. Thule. 1935. Libris 1366290
- Klinckan på jaktstigen. Stockholm. 1945. Libris 468757

Författaren vetenskapliga arbeten förtecknas inte här.